# Parathroscinus magnus
Parathroscinus magnus är en skalbaggsart som beskrevs av Wooldridge 1990. Parathroscinus magnus ingår i släktet Parathroscinus och familjen lerstrandbaggar. Inga underarter finns listade i Catalogue of Life.